# Wasyliwka (rejon izmailski)
Wasyliwka (ukr. Василівка) – wieś na Ukrainie, w obwodzie odeskim, w rejonie izmailskim, w hromadzie Kilia. W 2001 liczyła 1220 mieszkańców, głównie rosyjskojęzycznych.